# Efectul Josephson
Efectul Josephson este un efect fizic care se manifestă prin apariția unui curent electric, prin efectul tunel, între doi supraconductori separați printr-o peliculă izolatoare foarte subțire. 
Fizicianul britanic Brian David Josephson a prezis acest efect în 1962 Un an mai târziu Anderson și Rowell au demostrat pentru prima dată experimental efectul. Această descoperire i-a adus lui Josephson Premiul Nobel pentru fizică în 1973 (împreună cu Leo Esaki și Ivar Giaever).

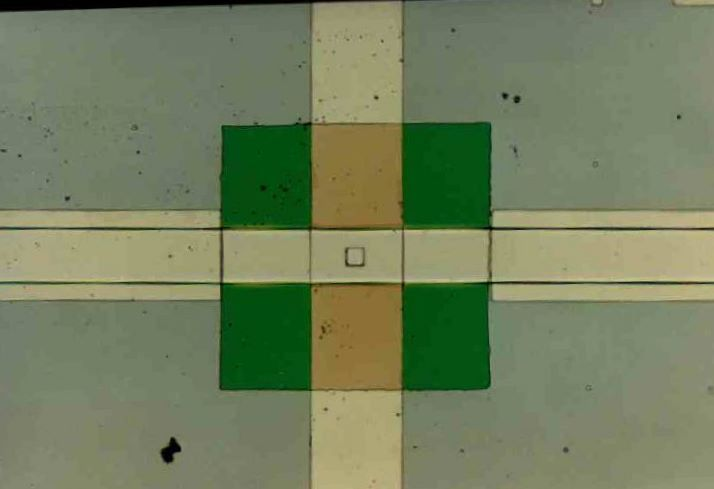
O joncțiune Josephson.

## Descriere
Curentul electric în supraconductori nu este produs prin mișcarea unor electroni simpli ca în cazul normal, ci mișcarea unor perechi de electroni, numiți perechi Cooper.
Când cei doi supraconductori sunt separați printr-un strat din material izolant sau metal nesupraconductor de câțva nanometri grosime, perechile Cooper pot traversa bariera prin efect tunel, un efect caracteristic al mecanicii cuantice.
Chiar dacă perechile Cooper nu pot exista într-un izolator sau un metal nesupraconductor, când stratul ce separă cei doi supraconductori este suficient de subțire, ei îl pot traversa.
Ecuațiile de bază  care descriu dinamica efectului Josephson sunt:
{\displaystyle U(t)={\frac {\hbar }{2e}}{\frac {\partial \phi }{\partial t}}}
{\displaystyle {\frac {}{}}I(t)=I_{c}\sin(\phi (t))}
unde {\displaystyle U(t)} și {\displaystyle I(t)} sunt tensiunea și curentul unei joncțiuni Josephson, {\displaystyle \phi (t)} este diferența de fază dintre funcțiile de undă ale celori doi supraconductori ce formează joncțiunea, și {\displaystyle I_{c}} este o constantă, curentul critic al joncțiunii. Curentul critic este un parametru experimental important al dispozitivului, care poate varia atât cu temperatura cât și cu câmpul magnetic aplicat. Constanta fizică, {\displaystyle {\begin{matrix}{\frac {h}{2e}}\end{matrix}}} este o cuantă de flux magnetic, iar inversul ei este constanta lui Josephson.
Se pot distinge două tipuri de efecte Josephson, efectul Josephson în curent continuu 
(în engleză D.C. Josephson effect) și efectul Josephson în curent alternativ (în engleză A.C. Josephson effect).
Acest efect Josephson a dus la realizarea unor dispozitive de detectare a câmpurilor magnetice de valori foarte mici de ordinul fT (femtoTesla, 10−15T) numite SQUID sau dispozitive supraconductoare cu interferență cuantică (în engleză superconducting quantum interference device) folosite în principal în medicină pentru detectarea câmpurilor magnetice generate de activitatea electrică a unor organe din corpul uman.
.